# La núvia cadàver
La núvia cadàver (títol original en anglès Corpse Bride, també coneguda com a Tim Burton's Corpse Bride) és una pel·lícula de gènere fantàstic de l'any 2005 basada en un conte popular rus del segle xix i ambientada en un poble fictici de l'Època Victoriana. Fou dirigida per Tim Burton i Mike Johnson i filmada en els 3 Mills Studios utilitzant la tècnica del stop-motion. Johnny Depp dona veu al personatge principal de Víctor Van Dort (essent aquesta la primera vegada que fa d'actor de doblatge) juntament amb Helena Bonham Carter, qui dona veu a Emily, la núvia cadàver.
La pel·lícula mostra l'estil i els temes clàssics de Tim Burton (la complexa interacció entre la llum i la foscor i un present atrapat entre dos mons irreconciliables). La vida és retractada com un lloc avorrit de tons grisosos, al contrari de la colorista i divertida mort. La pel·lícula pot ser fàcilment comparada amb les seves predecessores Malson abans de Nadal i Beetlejuice, especialment en les escenes que descriuen el submón i els seus habitants. L'estudi emfatitzà aquestes comparacions acompanyant-hi els comercials de la pel·lícula amb cançons de Malson abans de Nadal (més específicament, "What's this" o "Què és"?).
Va estar nominada a l'Oscar a la millor pel·lícula d'animació, després de no aconseguir vèncer a l'obra Wallace & Gromit: La maledicció de les verdures. La pel·lícula es va doblar i subtitular al català.

## Argument
La història se situa en un fred i trist poble de l'Època Victoriana, una paròdia de l'Europa aristocràtica. Un jove nerviós anomenat Víctor (Johnny Depp), fill dels pescadors Nell (Tracey Ullman) i William Van Dort (Paul Whitehouse) està a punt de casar-se amb la també jove i bella Victòria (Emily Watson), filla dels aristòcrates arruïnats Maudeline (Joanna Lumley) i Finis Everglot (Albert Finney). Tot i que no es coneixen, queden enamorats l'un de l'altre a l'instant. Però després d'arruïnar l'assaig de la boda, Víctor és reprès pel pastor Galswells (Christopher Lee), el qual li prohibeix tornar fins a haver-se après els seus vots nupcials.
Víctor recorre el bosc practicant els seus vots sense èxit. Al final, aconseguint el valor necessari, recita els seus vots correctament i col·loca la seva aliança en una arrel del sòl. De sobte l'arrel, que en realitat és una mà humana, l'agarra fermament del braç i del sòl n'emergeix el cadàver d'Emily (Helena Bonham Carter), envoltada en un vestit de núvia. Emily declara que Víctor és el seu marit i aquest, després de rebre el tradicional petó, es desmaia.
Víctor desperta en un pub ple de morts. Aterrat, exigeix que l'expliquin on es troba. Els cadàvers l'expliquen que es troba a la Terra dels Morts i que Emily, amb qui s'ha casat accidentalment, és una jove que fou seduïda, assassinada i robada durant l'intent de fugida amb el seu amant. Surt del pub i intenta escapar-ne però Emily l'abasta i li entrega com a regal de bodes el viu esquelet de la seva antiga mascota, un gos anomenat "Restes".
Desitjant tornar amb Victòria, Víctor convenç Emily per tornar a la Terra dels Vius amb el pretext de presentar-li als seus pares. Amb l'ajut d'Elder Gutknecht i mitjançant un encanteri ucraïnés (el qual només es reverteix pronunciant la paraula "rayuela"), aconsegueixen tornar al bosc. Deixa Emily al bosc i corre en busca de la seva amada, però quan està contant-li el que li ha ocorregut hi apareix Emily, qui els separa emportant-se'n Víctor de nou a la Terra dels Morts.
Emily se sent traïda, però comença a adonar-se'n que potser la seva unió amb Víctor sigui encertada. Mentre, Victòria tracta de convèncer els seus pares i el pastor del perill en què es troba Víctor, casat amb una núvia cadàver. Però en lloc de creure-la, els Everglot la tanquen a la seva cambra i decideixen casar-la, no amb Víctor, sinó amb Lord Barkis Bittern (Richard E. Grant), un convidat ric de la família.
Mentre, a la Terra dels Morts arriba un empleat dels Van Dort, qui informa Víctor del casament de Victòria amb Lord Barkis. Víctor decideix disculpar-se amb Emily, la qual descobreix que el seu casament amb Víctor és invàlid, ja que aquests només funcionen fins que "la mort els separi". Això significa que ambdós haurien de recitar un altre cop els vots a la Terra dels Vius mentre Víctor beu un potent verí, matant-lo. Emily no creu que Víctor vulgui fer-ho, però Víctor, sabent que la seva amada ha continuat la seva vida sense ell, decideix fer-ho.
Alhora que Victòria es casa, els habitants del submón es preparen per a la cerimònia, ascendent a la Terra dels Viusi provocant el pànic en la ciutat. És llavors quan el casat Lord Barkis descobreix que la seva amada està arruïnada, el qual és un inconvenient per a ell car només volia d'ella els diners i les joies, per després matar-la.
Victòria es dirigeix amb la resta d'habitants de la ciutat a l'església, on se celebra la boda. Enmig de la cerimònia Emily descobreix Victòria i s'adona que per a obtenir la seva pròpia felicitat ha de sacrificar la de Victòria. Decideix finalitzar amb la cerimònia i entregar-li Víctor. L'acte és interromput per l'aparició de Lord Barkis, qui els recorda que Victòria segueix essent la seva esposa, agarrant-la i retenint-la amb l'espasa. És llavors quan Emily descobreix que Lord Barkis és el mateix home que la robà i matà temps enrere. Barkis i Víctor lluiten entre ells (Víctor emprant una forquilla de cuina) però Víctor és desarmat. Quan Barkis va a travessar-lo amb l'espasa, Emily intervé rebent el cop, tot i que no pateix cap ferida (ja està morta). Ara ella amb espasa en mà l'exigeix a Barkis que abandoni l'església, tot i que aquest, abans d'anar-se'n, pren la copa de verí creient que és vi i recita un brindis per Emily. En beure'l i morir, els morts convidats a la boda poden venjar-se pel que li feu a Emily.
Sentint-se alliberada, Emily abandona l'església i es descompon en mils papallones que desapareixen en la nit.

## Orígens
L'origen d'aquest conte popular es pot remuntar al pensador Rabbi Isaac Luria de Safed, un místic del segle xvi. En el conte original, "El dit", la núvia cadàver en qüestió no és una difunta, sinó un dimoni. A l'adaptació jueurussa del segle xix, una dona és assassinada el dia de la seva boda i enterrada amb el seu vestit de núvia. Després, un home de camí a la seva pròpia boda veu el dit sobresortint del sòl i creu que és una branca. A tall de broma, li posa l'aliança de la seva núvia i balla al seu voltant, recitant els seus vots. El cadàver emergeix de la terra (amb l'aliança posada) i es declara casats.
L'adaptació va néixer dels pogroms russos antijueus del segle xix, quan es deia que les dones joves eren raptades de llurs carruatges i assassinades de camí a llurs bodes. El conte sol acabar amb els rabins anul·lant la cerimònia i la núvia viva prometent viure el seu matrimoni en memòria del cadàver, part de la tradició jueu d'honrar els morts a través dels vius i llurs accions.
El mateix motiu és utilitzat per Prosper Mérimée en la seva història Le Vénus d'Ille. En lloc d'un cadàver, hi ha una antiga estàtua de Venus.
També hi ha una narració similar a la literatura islàmica. L'Enciclopèdia dels Germans de la Puresa del segle x conté una anècdota àrab sobre un príncep que surt del palau durant el seu banquet de bodes i, begut, passa la nit en un cementiri, confonent un cadàver amb la seva núvia.
Una imatge recorrent en la pel·lícula és la d'una papallona blava. Apareix des del principi de la pel·lícula (Víctor en dibuixa una emprant com a model una papallona viva) fins al final, amb la núvia cadàver descomponent-se'n en milers d'elles. Això prové d'un conte europeu en què una dona brutalment assassinada reneix en forma de papallona.

## Influencies estètiques
Influenciat pel cinema expressionista alemany, Tim Burton té molta cura dels decorats de totes les escenes i de la seva estètica. Utilitza els decorats per diferenciar el món dels vius i el món dels morts, no sol de manera estètica, sinó. També, amb el que respecte al caràcter dels personatges de cada món. El món dels vius és de colors tristos, grisosos i austers, tal com els personatges que viuen en ell. En canvi, en el món dels difunts, trobem color, alegria i festivitat, tot el contrari. L'escenografia que trobem al món dels difunts, es força propera a la de pel·lícules com El gabinet del doctor Caligari, amb fons molt contrastats i angulosos. Aquestes característiques les retrobarem al món d'Emily, on destaquen els carrers tortuosos i asimètrics, o espais de colors contrastats i estridents com el bar on desperta Víctor, el protagonista. En suma, inclús els habitants d'aquest món tenen un aspecte que respondria a la mateixa exageració del moviment alemany.

## Repartiment
| Personatge              | Veu en anglès        | Veu en català            |
| ----------------------- | -------------------- | ------------------------ |
| Victor Van Dort         | Johnny Depp          | Roger Pera               |
| Emily, la núvia cadàver | Helena Bonham Carter | Mar Roca                 |
| Victoria Everglot       | Emily Watson         | Joël Mulachs             |
| Nell Van Dort           | Tracey Ullman        | Montse Puga              |
| William Van Dort        | Paul Whitehouse      | Jaume Costa              |
| Maudeline Everglot      | Joanna Lumley        | Aurora García            |
| Finis Everglot          | Albert Finney        | Jordi Vila               |
| Barkis Bittern          | Richard E. Grant     | Carles di Blasi          |
| Pare Galswells          | Christopher Lee      | Josep Maria Ullod        |
| Ancià Gutknecht         | Michael Gough        | Pep Torrents             |
| Hildegarde              | Tracey Ullman        | Montserrat García Sagués |
| Paul, le maître         | Paul Whitehouse      | Enric Hernández          |
| Vídua Negra             | Jane Horrocks        | Roser Aldabó             |
| Maggot                  | Enn Reitel           | José Javier Serrano      |
| Srta. Pruna             | Jane Horrocks        | Glòria Gonzàlez          |
| Pregoner                | Enn Reitel           | Enric Serra Frediani     |
| General Bonesapart      | Deep Roy             | Domènec Farell           |
| Bonejangles             | Danny Elfman         | Jaume Mallofré           |
| Emil                    | Stephen Ballantyne   | Eduard Elías             |
| Nen del poble           | Lisa Kay             | Marta Covas              |